# 짝패 (영화)
짝패(The City Of Violence)는 대한민국의 액션 영화이다. 감독은 류승완이 맡았다.

## 등장인물
- 류승완 : 유석환
- 정두홍 : 정태수
- 이범수 : 장필호

주변 인물
- 정석용 : 유동환
- 안길강 : 오왕재
- 이주실 : 유석환 모
- 김병옥 : 청년회장
- 김기천 : 살수
- 김동영 : 십대 장필호
- 박지환 : 십대 상대파 두목

우정출연
- 온주완 : 십대 정태수
- 정우 : 십대 오왕재
- 김시후 : 십대 유석환

특별출연
- 김서형 : 장미란

## 배경
온성시는 영화 "짝패"의 배경이 되는 가공의 도시로, 대한민국 충청북도에 위치한 것으로 묘사된다. 